# عبد العزيز الشامخ
عبد العزيز الشامخ هو فنان أمازيغي مغربي من مواليد عام 1951، عضو مجموعة إزنزارن الشامخ و مؤسس مجموعة إزنزارن. بدأ نشاطه الفني في سن مبكرة من أواخر 1960 واستمر في المشهد الموسيقى الأمازيغي حتى وفاته في 11 أبريل 2014 في الرباط.

## السيرة الذاتية
تأثر عبد العزيز الشامخ بموسيقى الروايس من سن مبكرة. انضم إلى فرقة تابغاينوست في وقت مبكر من عام 1969 ثم إلى فرقة لاقدام في عام 1972. بعد لقاء لحسن بوفرتال قام عبد العزيز بإنشاء مجموعة جيل سيدي المكي والتي ستصبح لاحقا مجموعة إزنزارن مع وصول عبد الهادي إكوت وإبراهيم الطالبي. سيتم تقسيمها إلى مجموعتين بعد 3 مارس، 1976 خلال عيد العرش.
أصيب عبد العزيز بمرض خطير في عام 2014 فبقي في المستشفى العسكري في الرباط  إلى أن وافته المنية في 11 أبريل 2014.

## مساهماته الفنية
ساهم عبد العزيز الشامخ في المزج بين الموسيقى العربية و الأمازيغية من خلال تازنزارت. كان هذا بفضل مروره بأوركسترا تابغاينوست وروايس وكذلك لاقدام التي تأثرت بالموسيقى العربية وموسيقى روايس بما في ذلك بوبكر أنشاد.

## تكريمه
سميت ساحة باسمه في عام 2016 في بلدية الدشيرة في المغرب.